# Thomas Baroukh
Thomas Gabriel Jérémie Baroukh (Le Chesnay, 15 de dezembro de 1987) é um remador francês, medalhista olímpico.

## Carreira
Baroukh competiu nos Jogos Olímpicos de 2012 e 2016, sempre na prova do quatro sem peso leve. Em Londres, integrou a equipe da França que finalizou em sétimo lugar geral. No Rio de Janeiro, quatro anos depois, conquistou a medalha de bronze.